# Ghuschchane-Garten
Der Ghuschchane-Garten (persisch باغ قوشخانه [bɑɢ ɛ ɢuʃxɑnɛ]) ist ein historischer Garten in Isfahan, Iran. Der Garten stammt aus der Ära Abbas I. In der Zeit der Safawiden fand hier die Zeremonie der Khalatverleihung des Königs statt.

## Etymologie
Das Wort Ghuschchane besteht aus zwei Wörtern: Ghusch und Chane. Ghusch (quş) ist ein aserbaidschanisches Wort und bedeutet „Vogel“, Chane ist ein persisches Wort (auch in der aserbaidschanischen Sprache benutzt) und bedeutet „Haus“ oder „-heim“. Der Garten heißt Ghuschchane, da in der Safawiden-Ära die Jagdfalken der Könige in diesem Garten gepflegt wurden.